# Толука-де-Лердо
Толука-де-Лердо (ацт. Tōllohcān Lerdo; отомі Nzehñi; масахуа Zúmi; ісп. Toluca de Lerdo) — місто у Мексиці. Столиця штату Мехіко та адміністративний центр муніципалітету Толука. Чисельність населення, за даними перепису 2010 року, склала 489 333 людини.

## Назва
Назва Toluca походить з мови науатль (науатль Tōllohcān), що можна перекласти як місце, де живе бог тольо. Також в ацтекських кодексах це місце називалося Tolutépetl, що означає пагорб бога Толо, вказуючи на близькість вулкана.
1861 року до назви міста було додано ім'я президента Мексики — Себастьяна Лердо де Техада.

## Історія

### Пізнє середньовіччя
У стародавні часи це місце було відоме як долина Матлатцінко, де проживали чотири племені: матлацінка, отоми, масауа та ацтеки. У посткласичний період долина управлялася зі столиці, чиї руїни зараз розташовані у селі Каліцтлавака (Calixtlahuaca) — на північ від Толука.
1478 року мексиканський імператор Ашаякатль (Axayacatl) завоював долину Толука. Столиця була позбавлена династії та влади, а деякі землі були розподілені серед царів та вельмож з долини Мехіко.
1521 року іспанці завоювали долину Толука. Очолював війська Г. де Сандоваль (Gonzalo de Sandoval) — один з головних сержантів Кортеса. 1522 року було засновано місто. Першим губернатором Толуки став П. Койотцін (Pedro Cortés Coyotzin). 1524 року тут почався процес євангелізації. 1662 було присвоєно статус міста.

### Новий час
1793 почалося будівництво дороги до Мехіко. 1810 року на початку руху за незалежність М. Ідальго зупинявся у місті на шляху до битви у Монте-де-ла-Крус. 1812 року була заснована перша рада Толуки. 1821 року місцевими органами влади була проголошена незалежність. Після створення штату 1825 року столиця його кілька разів переїжджала, поки 1830 Толука не стала столицею штату Мехіко.

### Революція (1910—1920)
Під час революційного періоду 1910—1920 років муніципалітет Толука перебував у облозі федеральних сил. На перших роках революції мер муніципалітету Хосе Вісеньте Вільда намагався стабілізувати тяжке становище населення, але при наступному мері Беніто Санчес Вальдес процес реформ зупинився. Переділ влади ніс за собою для мирних громадян терор, зростали ціни на продукти а нестача їжі та брак коштів у населення спровокувало голод.  У 1915 році мер Густаво Баз змушений був роздавати продукти харчування бідним.  Різні революційні етапи та боротьба за владу Мадеро, Хуерта, Сапати та Карранзи для Толуки мали руйнівні наслідки. Нарешті, в грудні 1916 року в місті Керетаро були скликані установчі збори, які 5 лютого 1917 року прийняли нову конституцію країни, згідно якої почався новий період реформ. У 1917 році був проведений розподіл землі,  31 жовтня 1917 року мером Толуки було обрано Агустіна Мільяна а генеральним секретарем уряду став Андрес Молін Енрікес.  Тим не менш, боротьба урядових військ з повстанцями тривали ще декілька років

## Економіка
У місті є різні підприємства харчової, текстильної, металообробної, целюлозно-паперової промисловості, також є заклади культури, освіти. Розвинена транспортна інфраструктура. Місто обслуговує міжнародний аеропорт імені Алольфо Лопеса Матеоса (Adolfo López Mateos International Airport).

## Фотографії

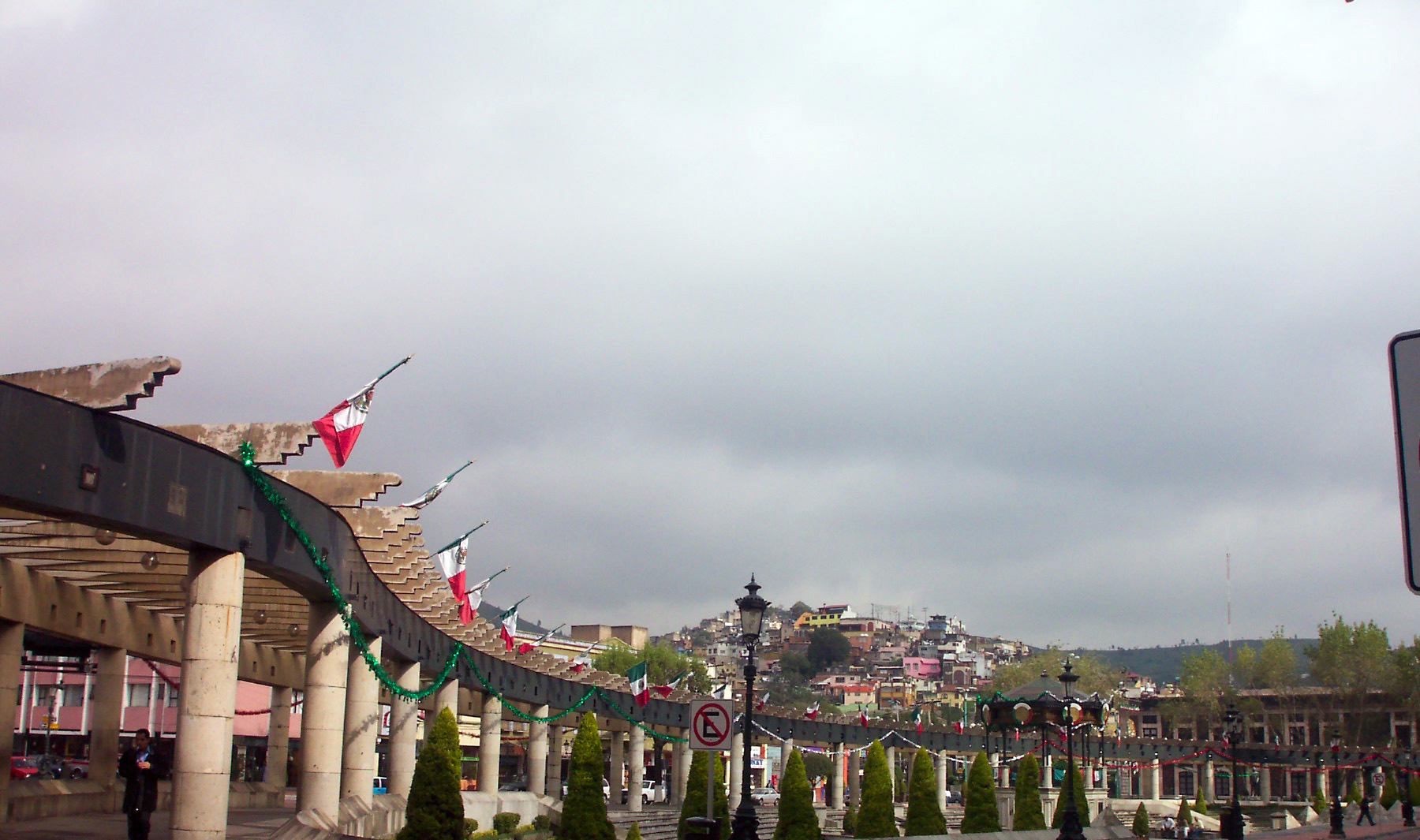
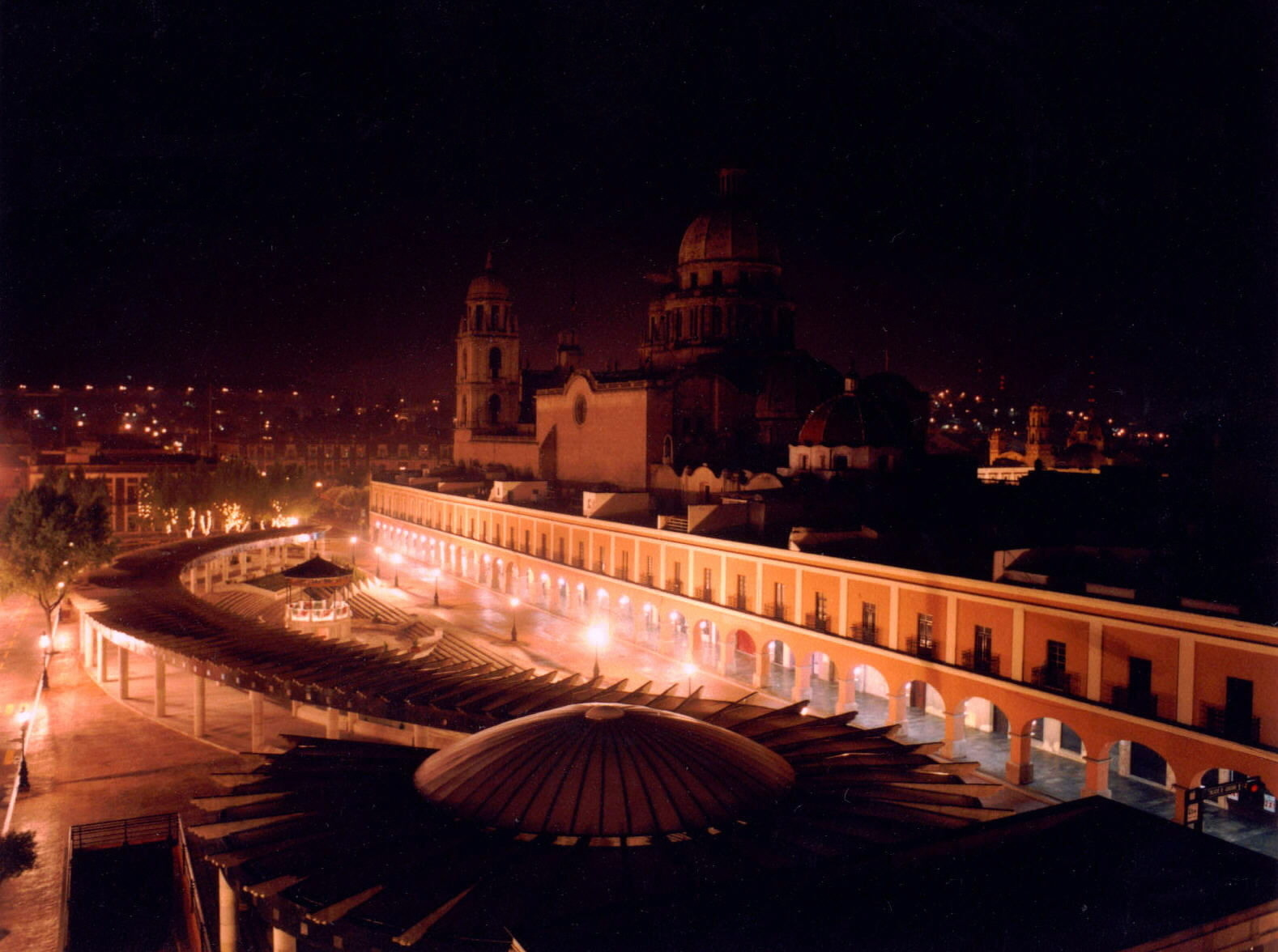
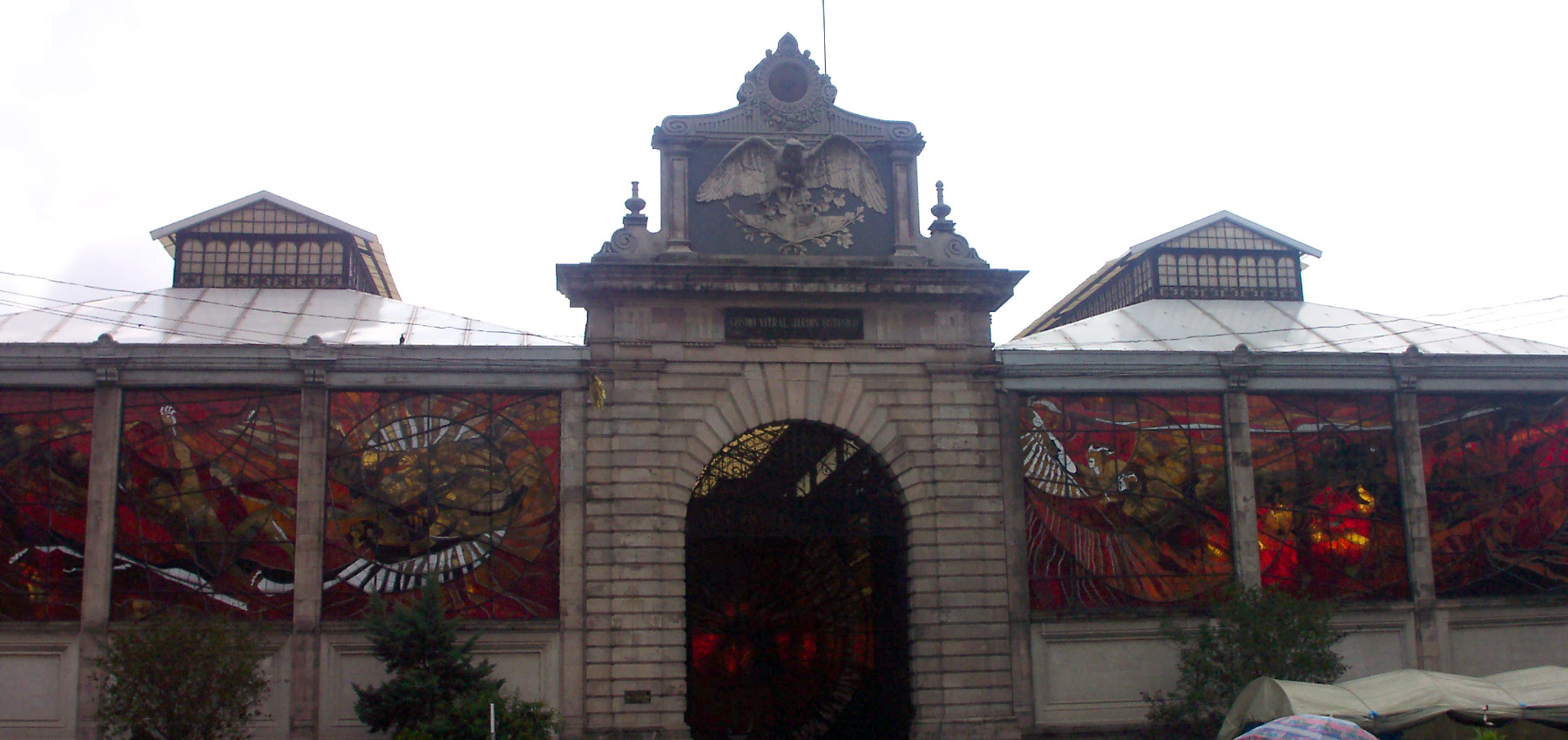
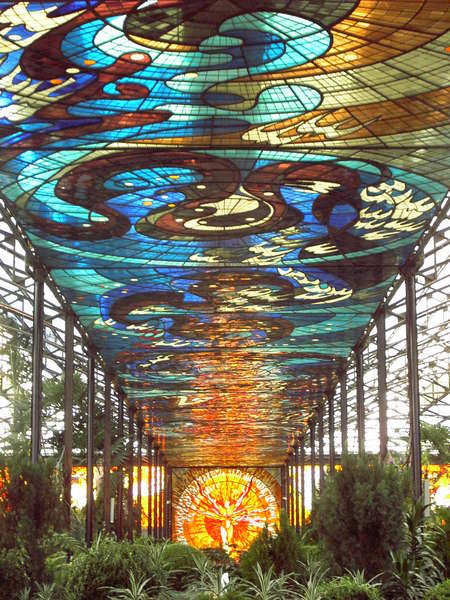